# 巴塘蝇子草
巴塘蝇子草（学名：Silene batangensis）是石竹科蝇子草属的植物，是中国的特有植物。分布于中国大陆的四川、西藏等地，生长于海拔2,500米至3,500米的地区，见于林缘和河岸灌丛草地，目前尚未由人工引种栽培。